# Olympische Winterspiele 1992/Teilnehmer (Jugoslawien)
| Gelbes Symbol für Goldmedaillen mit stilisierten Olympischen Ringen | Graues Symbol für Silbermedaillen mit stilisierten Olympischen Ringen | Braundes Symbol für Bronzemedaillen mit stilisierten Olympischen Ringen |
| ------------------------------------------------------------------- | --------------------------------------------------------------------- | ----------------------------------------------------------------------- |
| —                                                                   | —                                                                     | —                                                                       |

Jugoslawien nahm an den Olympischen Winterspielen 1992 im französischen Albertville mit einer Delegation von 25 Athleten in sechs Disziplinen teil, davon 22 Männer und 3 Frauen. Ein Medaillengewinn gelang keinem der Athleten.

## Teilnehmer nach Sportarten

### Biathlon
Männer
- Zoran Ćosić
10 km Sprint: 86. Platz (33:14,6 min)
20 km Einzel: 81. Platz (1:09:12,8 h)
4 × 7,5 km Staffel: 19. Platz (1:38:40,2 h)

- Mladen Grujić
10 km Sprint: 76. Platz (30:27,6 min)
20 km Einzel: 79. Platz (1:08:40,6 h)
4 × 7,5 km Staffel: 19. Platz (1:38:40,2 h)

- Admir Jamak
10 km Sprint: 85. Platz (33:08,8 min)
20 km Einzel: 84. Platz (1:14:09,6 h)
4 × 7,5 km Staffel: 19. Platz (1:38:40,2 h)

- Tomislav Lopatić
10 km Sprint: 87. Platz (34:30,1 min)
20 km Einzel: 85. Platz (1:14:35,8 h)
4 × 7,5 km Staffel: 19. Platz (1:38:40,2 h)

### Bob
Männer, Zweier
- Borislav Vujadinović, Miro Pandurević (YUG-1)
29. Platz (4:10,11 min)

- Dragiša Jovanović, Ognjen Sokolović (YUG-2)
34. Platz (4:11,39 min)

Männer, Vierer
- Zdravko Stojnić, Dragiša Jovanović, Miro Pandurević, Ognjen Sokolović (YUG-1)
24. Platz (4:01,30 min)

### Eisschnelllauf
Männer
- Bajro Čenanović
500 m: 42. Platz (43,09 s)
1500 m: 45. Platz (2:12,09 min)
5000 m: 36. Platz (8:20,30 min)

- Slavenko Likić
500 m: 43. Platz (43,81 s)
1000 m: 43. Platz (1:28,57 min)

### Rodeln
Männer, Einsitzer
- Ismar Biogradlić
34. Platz (3:16,655 min)

- Igor Špirić
33. Platz (3:13,423 min)

### Ski Alpin
Männer
- Enis Bećirbegović
Super-G: 67. Platz (1:24,15 min)
Riesenslalom: Rennen nicht beendet
Slalom: Rennen nicht beendet

- Rejmon Horo
Riesenslalom: Rennen nicht beendet
Slalom: Rennen nicht beendet
Kombination: 13. Platz (59,78)

- Slađan Ilić
Slalom: 46. Platz (2:20,07 min)

- Igor Latinović
Super-G: Rennen nicht beendet
Riesenslalom: disqualifiziert
Kombination: Slalomrennen nicht beendet

- Zoran Perušina
Super-G: 72. Platz (1:25,23 min)
Riesenslalom: 58. Platz (2:36,02 min)
Slalom: 42. Platz (2:04,54 min)
Kombination: Slalomrennen nicht beendet

- Edin Terzić
Super-G: 69. Platz (1:24,70 min)
Kombination: Slalomrennen nicht beendet

Frauen
- Arijana Boras
Kombination: Abfahrtsrennen nicht beendet

- Vesna Dunimagloska
Riesenslalom: disqualifiziert
Slalom: 34. Platz (2:03,78 min)

- Marina Vidović
Super-G: 41. Platz (1:34,35 min)
Riesenslalom: 33. Platz (2:33,18 min)
Slalom: 31. Platz (1:51,46 min)
Kombination: Slalomrennen nicht beendet

### Skilanglauf
Männer
- Bekim Babić
10 km klassisch: 101. Platz (37:55,9 min)
15 km Verfolgung: 89. Platz (56:34,8 min)
30 km klassisch: 82. Platz (2:06:09,4 h)

- Aleksandar Milenković
10 km klassisch: 87. Platz (35:47,0 min)
15 km Verfolgung: 75. Platz (52:38,8 min)
30 km klassisch: 80. Platz (1:57:57,4 h)
50 km Freistil: 65. Platz (2:34:31,1 h)

- Momo Skokić
10 km klassisch: 94. Platz (36:48,4 min)
15 km Verfolgung: Rennen nicht beendet
30 km klassisch: Rennen nicht beendet
50 km Freistil: Rennen nicht beendet